# Setge de Belgrad (1717)
El setge de Belgrad va concloure amb la conquesta de l'estratègica ciutat per les tropes austríaques del príncep Eugeni de Savoia, que la van arrabassar a l'Imperi otomà. L'esdeveniment va ocórrer durant la setena guerra otomà-veneciana (1714-1718), a penes un any després de la victòria austríaca en la batalla de Petrovaradin (Peterwardein). Els austríacs van derrotar a l'exèrcit de socors otomà al comandament del gran visir Hacı Halil Bajà el 16 d'agost. Com a conseqüència, la guarnició de Belgrad, privada d'auxili, es va rendir als assetjadors el 21 d'agost. El sultà otomà Ahmet III va demanar la pau i els dos bàndols van acabar signant el Tractat de Passarowitz un any després, en virtut del qual els otomans van cedir la resta d'Hongria, el Banat i la ciutat de Belgrad a Àustria.

## Antecedents
Els austríacs s'havien apoderat de Belgrad ja al setge de 1688, però els otomans la van recuperar dos anys més tard. El príncep Eugeni va resultar greument ferit durant el primer setge i en el segon va advocar fermament per incloure una flotilla fluvial al Danubi com a part essencial de les operacions per a fer-se novament amb la ciutat. La missió de la flota era brindar ajuda i suport a les tropes de terra de l'exèrcit imperial. Eugeni va obtenir el suport de l'emperador i els austríacs es van afanyar a contractar tripulacions als Països Baixos. Els aliats d'Àustria eren Rússia —que es va limitar a mantenir una prudent línia de defensa— i Polònia; ambdues estaven encara embardissades militarment en la Gran guerra del Nord contra Suècia i el seu rei Carles XII. Per part seva, els estats del Sacre Imperi Romanogermànic a penes van aportar una modesta contribució monetària, si bé Baviera sí que es va sumar a la campanya.
La campanya d'Eugeni de 1716 havia resultat victoriosa: havia vençut a un exèrcit otomà molt major que el seu a la batalla de Petrovaradin i havia expugnat Temeşvar; el següent objectiu principal era la conquesta de la fortalesa de Belgrad. La ciutat estava situada exactament a la confluència dels rius Sava i Danubi i la seva fortalesa, situada al costat d'un braç del Sava, només podien ser atacades des del sud. Les seves muralles podien resistir les escomeses des del sud-est i el nord-oest, i era una plaça clau per a l'accés als Balcans per als Habsburg i a Europa central per a l'Imperi otomà.

## Preludi
Eugeni va salpar de Viena amb vaixell el 14 de maig, rumb a Buda, situada aigües avall al costat del Danubi. Allí va inspeccionar les defenses durant unes hores, l'endemà va partir cap a Futak, prop de Petrovaradin, on va arribar el 21 de maig i on li esperava el gruix de les seves tropes. Va emprendre la marxa cap al sud-oest, en direcció a Belgrad, amb uns setanta mil homes, abans que tot l'exèrcit s'hagués reunit. A aquests es van sumar uns cinc mil set-cents bavaresos, les tropes austríaques destinades al Banat i voluntaris de la meitat de les cases reials d'Europa, entre ells una companyia de francesos acabdillada pel net del difunt Lluís XIV (tant el comte de Charolais com el príncep de Dombes van participar al setge); en total, Eugeni comptava amb uns cent mil soldats. A més, tenia la flota del Danubi, que constava d'uns cinquanta embarcacions de diversos tipus i deu vaixells de guerra armats amb artilleria lleugera. Pretenia arribar a la ciutat i començar el setge el més aviat possible, abans que les tropes otomanes poguessin reforçar la plaça. El major problema era que la fortalesa solament podia ser atacada des del sud i això exigia creuar primer el Danubi i el Sava. Eugeni va triar la ruta directa, travessant el riu Sava, encara que aquest costat era al qual la fortalesa tenia més fortes defenses. Les tropes imperials van arribar a Pančevo, a l'est de Belgrad, el 15 de juny.

## Setge

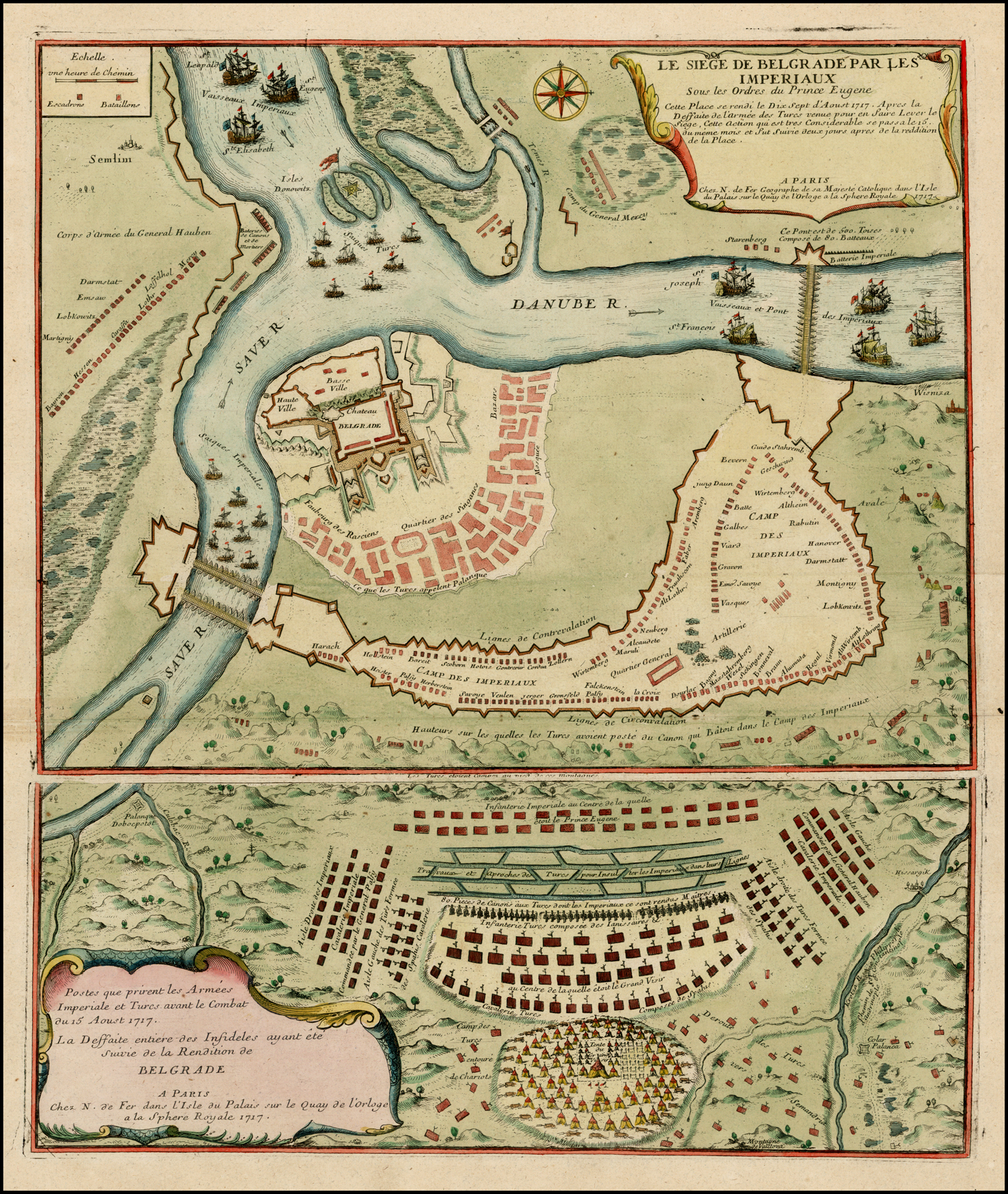
Mapa francès del setge de Belgrad, que mostra la fortalesa i els voltants, amb les posicions respectives dels exèrcits austríac i otomà.

Per consell d'un dels seus generals, Eugeni va optar per creuar el Danubi, acostant-se a Belgrad per l'est i la rereguarda enemiga; va sorprendre així els otomans, que no esperaven que els austríacs es presentessin per aquest costat. Va establir el primer campament en Višnjica, un lloc elevat a uns cinc quilòmetres de Belgrad. La ciutat va ser voltada el 18 de juny. Eugeni va desplegar la seva artilleria mentre les tropes imperials començaven a cavar trinxeres en un doble semicercle, des del Danubi fins al Sava: l'interior havia de servir per a estrènyer el cèrcol a la fortalesa i l'exterior, per a protegir-se de possibles intents enemics de socórrer la plaça. Les línies de fortificació tenien setze quilòmetres de llarg i es van completar el 9 de juliol, connectant els rius Danubi i Sava. El costat dret del campament el protegia la flota del Danubi. A més, es va despatxar al comte von Hauben perquè establís un cap de pont a l'oest del Sava, amb la finalitat d'assegurar el proveïment i les comunicacions amb Petrovaradin i mantenir el contacte amb les tropes apostades en Zemun.
Belgrad la defensaven trenta mil soldats a les ordres de Serasker Mustafa Bajà, que abans havia estat alcaide de la fortalesa de Temeşvar i era un dels millors caps militars otomans. Mustafà estava disposat a resistir fins que arribessin els socors i pretenia bombardejar a l'enemic des de la fortalesa, aprofitant la seva posició elevada. El príncep Eugeni va rebre la notícia que efectivament un enorme exèrcit otomà d'uns cent quaranta mil homes acudia a desbaratar el setge, al comandament del gran visir (Hacı) Halil Bajà. Aquest exèrcit va arribar el 28 de juliol. No obstant això, en lloc d'atacar als assetjadors, va començar a cavar trinxeres. Les tropes del príncep Eugeni van quedar així atrapades entre la fortalesa i l'exèrcit de socors i sotmeses a un perillós foc creuat. El foc dels canons i la malària van delmar lentament les files de l'exèrcit austríac. Els otomans volien que l'enemic s'esgotés en un llarg setge. Si bé la situació era bastant preocupant per a les tropes imperials, el gran visir va decidir esperar i no atacar-lo. Quaranta mil tàrtars de Crimea van arribar el 12 d'agost, però Halil Bajà continuava poc inclinat a enfrontar-se a l'exèrcit d'Eugeni i va decidir reunir un altre consell de guerra en lloc d'atacar.
El 14 d'agost, una gran explosió va sacsejar Belgrad: un projectil de morter llançat des de Zemun havia assolit el dipòsit de municions de la fortalesa i l'esclat d'aquestes va matar a tres mil defensors. El príncep Eugeni va decidir en eixe moment enfrontar-se a l'enorme exèrcit de socors otomà; va convocar un consell de guerra en el qual es va decidir atacar per sorpresa a l'exèrcit enemic la nit del 15 al 16 d'agost i en el qual es van traçar tots els detalls de l'operació.

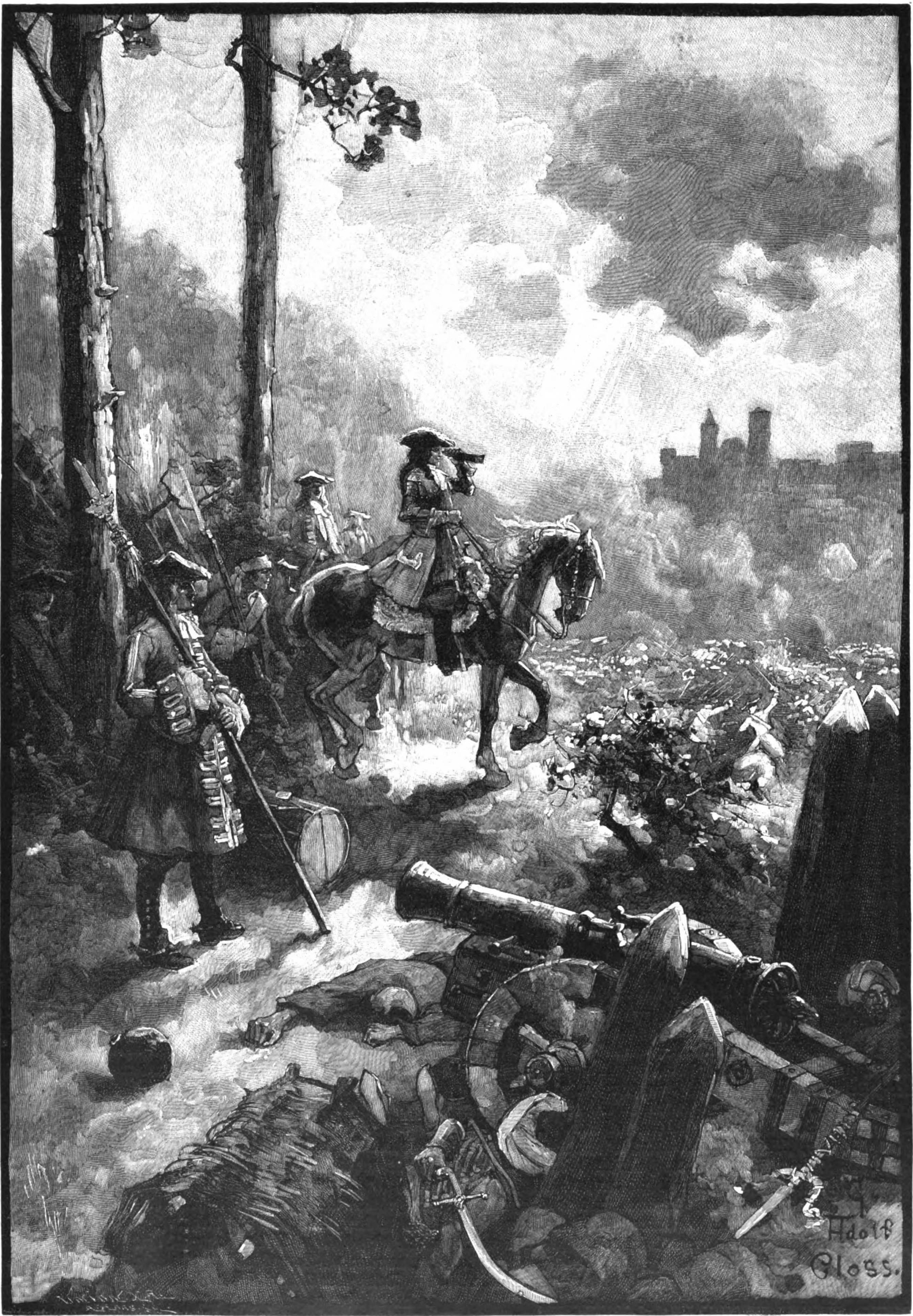
Eugeni de Savoia inspeccionant el camp de batalla el 16 d'agost de 1717

La disposició de l'exèrcit austríac va ser la següent: la infanteria del mariscal de camp Carles Alexandre, duc de Württemberg, protegia el centre, mentre que la cavalleria imperial del mariscal de camp el comte hongarès János Pálffy feia el propi amb els flancs.[10] A part dels vuit batallons —uns deu mil homes— al comandament del mariscal de camp comte Jordi de Brown per a protegir les trinxeres del costat de la fortalesa i quatre batallons d'infanteria al comandament del comte Pere Josep de Viard que defensaven el campament i el cap de pont, la resta de l'exèrcit va participar en l'atac: un total de cinquanta-dos batallons d'infanteria, cinquanta-tres companyies de granaders i cent vuitanta esquadrons de cavalleria, secundats per seixanta canons;[11] uns seixanta mil soldats en conjunt.
El flanc dret otomà constava de deu mil soldats al comandament de Rumeli Beylerbeyi, així com vint mil esphís i silahdars amb armadures; l'esquerre, de deu mil soldats de la província amb quaranta mil genets de Crimea al comandament del beylerbey Maktulzade Ali Bajà; per part seva, en el centre hi havia vuitanta mil geníssers. En total, els otomans tenien a la seva disposició uns cent seixanta mil soldats.[13]
L'atac va començar segons el que es preveia abans de la mitjanit del 15 d'agost; una espessa boira cobria el camp de batalla; segons el tinent general d'infanteria Maffei, la boira era tan espessa que aviat es va fer impossible distingir entre les tropes pròpies i les de l'enemic. Württemberg va fer avançar al centre austríac mentre el comte Pálffy feia el propi amb la cavalleria als flancs; l'escomesa nocturna va sorprendre els otomans, sumits en el pànic i la confusió; no obstant això, diversos batallons d'infanteria otomana van aconseguir acorralar a la cavalleria de Pálffy al flanc dret després que aquesta es perdés en la boira i desbaratés l'ordre de batalla; la infanteria otomana va obrir foc contra ella amb el suport des de l'esquerra de la cavalleria esphís. El general comte Claude Florimond de Mercy amb la segona línia de cavalleria va acudir immediatament en auxili de Pálffy, seguit de la infanteria de el comte Maximilian Adam von Starhemberg, i l'embranzida d'aquests va fer que els otomans retrocedissin fins a les seves trinxeres. A causa de l'embat simultani de la cavalleria i la infanteria dels Habsburg, els otomans es van retirar abandonant les seves bateries.
Després de les primeres hores de lluita, mentre sortia el sol però la intensa boira encara cobria el camp de batalla, els otomans van percebre una bretxa en el centre del dispositiu enemic, van atacar amb ímpetu i es van trobar temporalment amb un clar avantatge. No obstant això, el príncep Eugeni va entendre que podia treure profit de la situació, ja que podia anticipar ara el pla de batalla otomà; va ordenar a la segona línia d'infanteria de Von Braunschweig-Bevern que contraataqués i va col·locar a les tropes bavareses al front. Després, va dirigir personalment un atac al capdavant de les reserves de cavalleria austríaca. El príncep va resultar ferit, però els seus cuirassers i hússars van arremetre amb gran força contra els flancs dels geníssers. A més, els extrems de la línia dels Habsburg van aconseguir finalment restablir el contacte amb l'ajuda de la infanteria central. L'assalt va canviar per complet la situació: no sols va fer retrocedir a l'enemic, sinó que va permetre als austríacs prendre les trinxeres enemigues, la qual cosa va desordenar el camp otomà i va precipitar la fugida de molts soldats. La bateria otomana de divuit canons als pujols de Badjina va ser capturada i les tropes restants es van retirar al campament, on el gran visir va ordenar una retirada general.
La batalla va acabar després de deu hores de combats. Les pèrdues otomanes van oscil·lar entre els quinze mil i vint mil homes, inclòs el governador de Erzurum, Mehmet Bajà, l'almirall en cap Ibrahim Bajà i el governador de Rumeli, Vezir şatr Ali Bajà, cinc mil ferits, i totes les cent seixanta-sis peces d'artilleria. Els austríacs van sofrir menys de sis mil; Pálffy, Württemberg i el jove Maurici de Saxònia van resultar ferits, i el príncep Eugeni va ser ferit per tretzena vegada. El gran visir i les restes del seu exèrcit van escapar primer a Semendria i després a Niš. Van ser assetjats per la infanteria sèrbia, les milícies sèrbies, els hajduks i la cavalleria lleugera dels Habsburg formada per hússars hongaresos. Els trofeus de guerra van incloure gairebé dos-cents canons, cent cinquanta banderes, nou cues de cavall i el tresor de l'exèrcit vençut. James Oglethorpe, un ajudant de camp del príncep, aquest va informar que es va fer celebrar un Te Deum a la botiga del gran visir el 19 d'agost, després de prendre possessió d'ella.
La guarnició, privada de socors i amb soldats a punt de revoltar-se, es va rendir cinc dies després als austríacs, el 21 d'agost, a canvi d'un salconduit per a sortir de la ciutat, que Eugeni va concedir. Es va atorgar a vint-i-cinc mil residents el dret a sortir lliurement de la ciutat de manera honorable. Tota la població musulmana, juntament amb les restants tropes de la guarnició otomana, van sortir il·leses, emportant-se amb si el bàsic.[20][21]

## Conseqüències
Belgrad va tornar als Habsburg austríacs després de cent noranta-sis anys de domini otomà; la conquesta va suposar una gran victòria per al príncep Eugeni i un greu daltabaix per a l'autoritat otomana als Balcans. La Pau de Passarowitz es va signar a l'any següent i va completar el que es disposa al Tractat de Karlowitz de 1699. Àustria va obtenir a costa de l'Imperi otomà el Banat de Temesvàr, que va tornar al regne d'Hongria, Belgrad, el nord de Sèrbia, la Valàquia Menor (Oltènia) i altres zones limítrofes. Així va aconseguir la seva màxima expansió als Balcans. El príncep Eugenio de Savoia va coronar la seva carrera com el cap militar més reeixit del seu temps i es va retirar del servei militar actiu. La derrota va marcar la fi de l'expansió otomana a Europa i l'imperi va passar a la defensiva i a intentar conservar simplement el territori balcànic que li quedava. Belgrad va seguir en poder d'Àustria durant més de vint anys, fins que noves rivalitats entre els otomans i els Habsburg van desencadenar en el setge de Belgrad de 1739.